# Tarocco Siciliano

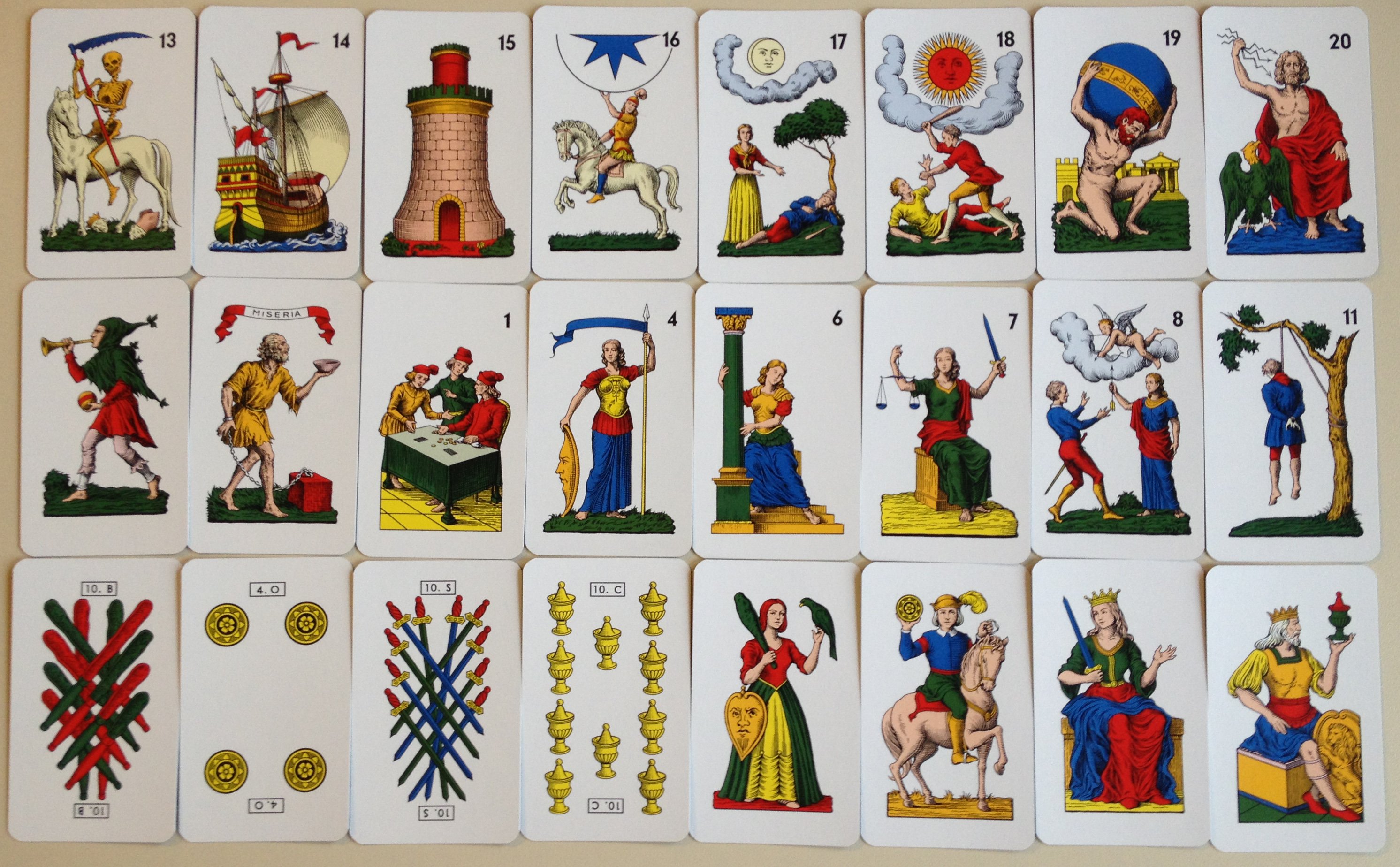
Das Tarocco Siciliano von Modiano

Das Tarocco Siciliano ist ein Tarockblatt aus Sizilien, das zum Spielen des sizilianischen Tarocchi verwendet wird. Es ist eines der drei traditionellen Tarockblätter mit lateinischen Farben, die in Italien noch immer verwendet werden. Die anderen sind das weiter verbreitete Tarocco Piemontese und Tarocco Bolognese. Das Blatt wurde stark vom Tarocco Bolognese und dem Minchiate beeinflusst. Es ist außerdem das einzige noch existierende Tarockblatt, das die portugiesische Variante der lateinischen Farben Kelch, Münze, Schwert und Stab verwendet, die im späten 19. und frühen 20. Jahrhundert ausgestorben ist.

## Entwurf
Tarockkarten wurden vor 1630 in Palermo hergestellt. Im 18. Jahrhundert wurde die Anzahl der Karten von 78 reduziert. Das Tarocco Siciliano verwendet derzeit 63 Karten, eine mehr als der Tarocco Bolognese. Trotzdem wird das Blatt mit einer nicht benötigten Karte verkauft, der Münzen-Eins, die zur Begleichung der Stempelsteuer verwendet wurde (das einzige Spiel, das diese 64. Karte verwendet, ist die Variante, die in Barcellona Pozzo di Gotto mit vier Personen gespielt wird, wo diese Kart die niedrigste in der Münzenfarbe ist). Die Zahlenkarten haben die Werte 5 bis 10, wobei die Münzen zusätzlich eine 4 haben. Wie im modernen Französischen Tarot, aber anders als bei allen anderen Tarockspielen, werden die Zahlenkarten aller Farben in aufsteigender Reihenfolge gewertet.
| Farbe       |          |        |        |         |
| Deutsch     | Schwerte | Kelche | Münzen | Stäbe   |
| Englisch    | Swords   | Cups   | Coins  | Clubs   |
| Italienisch | Spade    | Coppe  | Denari | Bastoni |
| Spanisch    | Espadas  | Copas  | Oros   | Bastos  |

Im Gegensatz zu den Tarocchi-Spielen aus Nordpiemont und Bologna, die italienische Farben (glatte Stäbe und gebogene Schwerter) verwenden, verwendet das Tarocco Siciliano, wie andere süditalienische Spiele, spanische Symbole (knubbelige Keulen und gerade Schwerter). Das Siciliano stellt diese Farben, wie das ausgestorbene portugiesische Bild durch die Überschneidung von Schwertern und Keulen dar. Das Minchiate sowie die ausgestorbenen Decks des Kirchenstaats und des Königreichs Neapel hatten dasselbe Merkmal.
Dieses Blatt ist bekannt für seine eindeutig weiblichen Buben (‘’donne’’), die manchmal auch als Mägde bezeichnet werden. Während einige Decks in Süditalien manchmal weibliche oder androgyne Buben enthalten, sind die Buben des Tarocco Siciliano eindeutig und durchgängig weiblich. Dieses Merkmal fand sich auch im portugiesischen Blatt. Da es in lateinischen Tarockkarten auch Königinnen gibt, ist dies das einzige traditionelle Spielkarten-Satz mit zwei Frauenrängen, das bis heute erhalten geblieben ist. Im Minchiate-Blatt war die Hälfte der Buben weiblich, während das Cary-Yale-Tarot drei Ränge Frauen pro Farbe hatte.
Einige Darstellungen der Trumpfkarten sind dem Minchiate entnommen, andere sind einzigartig oder abgeändert, wie beispielsweise der Gehängte, der nun am Hals statt an den Füßen hängt. Alle Trumpfkarten verwenden Eckindizes mit modernen arabischen Ziffern von 1 bis 20, mit Ausnahme von „Miseria“, die unter Trumpf 1 steht. „Miseria“, dargestellt durch einen angeketteten Bettler, gilt nicht als wertvolle Karte. Die Bildkarten und der Flüchtling (der Narr) sind weder nummeriert noch beschriftet. Im Gegensatz zu anderen Tarockblätter kann der Flüchtling nur zum letzten Stich ausgespielt werden. Das Blatt ist einköpfig und nicht umkehrbar. Wie bei portugiesischen haben die Zahlenkarten zentrierte Indizes.
Die Spieler verwenden nicht die Namen der Trümpfe 2 bis 15, sondern ihre Nummern. Von diesen Karten sind nur die Namen der Trumpfkarten 4, 14 und 15 aus historischen Quellen bekannt, der Rest ist verloren gegangen. Die Reihenfolge der Trümpfe vom höchsten zum niedrigsten ist wie folgt:
| Trumpf | Name der Karte                                           | Anmerkungen                                                |
| ------ | -------------------------------------------------------- | ---------------------------------------------------------- |
| 20     | Jupiter (Giove)                                          | Jupiter anstelle eines richtenden Engels                   |
| 19     | Atlas (Atlante) oder der Globus (Palla)                  | Atlas stützt den Globus                                    |
| 18     | Sonne (Sole)                                             | Zwei Männer kämpfen unter dem Sonne                        |
| 17     | Mond (Luna)                                              | Ein Paar unter dem Mond                                    |
| 16     | Stern (Stella)                                           | Reiter unter einem Stern wie im Minchiate                  |
| 15     | Turm (Torre)                                             | Turm ist intakt, keine Katastrophe                         |
| 14     | Schiff (Vascello)                                        | Aus Minchiate Trumpf XXI                                   |
| 13     | Tod                                                      |                                                            |
| 12     | Zeit                                                     |                                                            |
| 11     | Gehängter                                                | Am Hals gehängt                                            |
| 10     | Rad                                                      |                                                            |
| 9      | Streitwagen                                              |                                                            |
| 8      | Liebe                                                    |                                                            |
| 7      | Gerechtigkeit                                            |                                                            |
| 6      | Tapferkeit                                               |                                                            |
| 5      | Mäßigung                                                 |                                                            |
| 4      | Konstanz (Constanza)                                     | Einzigartig in diesem Deck, hatte früher eine Überschrift: |
| 3      | Kaiser                                                   |                                                            |
| 2      | Kaiserin                                                 |                                                            |
| 1      | Quacksalber (Bagotti) oder die jungen Männer (Picciotti) |                                                            |
| (0)    | Elend (Miseria) oder Armut (Poverta)                     | Einzigartig in diesem Blatt, hat eine Überschrift:         |

Die Trümpfe 1, 20 und der Narr zählen 10 Punkte. Die Trümpfe 16 bis 19 und die Könige zählen 5 Punkte. Damen, Reiter und Jungfrauen zählen jeweils 4, 3 und 2 Punkte. Die fünf höchsten Trümpfe werden wie im Minchiate zusammen als Arie (Lüfte) bezeichnet.
Tarockkarten sind oft nur erweiterte Versionen lokaler Standardkarten. Dieses Blatt hat jedoch nichts mit dem sizilianischen Standardkartenspiel mit 40 Karten zu tun, das einen anderen Ursprung hat. Ihre Karten sind nicht austauschbar.